# 인천갈월초등학교
인천갈월초등학교는 대한민국 인천광역시 갈산동에 있는 공립 초등학교이다.

## 학교 연혁
- 2001년 3월   1일: 인천갈월초등학교 개교
- 2004년 3월   2일: 특수학급 인가 (1학급 신설)
- 2007년 3월   2일: 특수학교 종일반 설치
- 2013년 4월 15일: 북부교육지원청 지정 학력향상중심학교

## 참고 자료
- 인천갈월초등학교 - 한국교육학술정보원 학교알리미